# NGC 5739
NGC 5739 (другие обозначения — UGC 9486, MCG 7-30-52, ZWG 220.49, IRAS14405+4203, PGC 52531) — галактика в созвездии Волопас.
Этот объект входит в число перечисленных в оригинальной редакции «Нового общего каталога».